# Дипломатически мисии в Етиопия
Това е списък на дипломатическите мисии в Етиопия и Африканския съюз. В Адис Абеба има 91 посолства.

## Мисии в Адис Абеба

### Посолства
| - Алжир - Ангола - Австрия - Белгия - Бенин - Ботсвана - Бразилия - България - Буркина Фасо - Бурунди - Камерун - Канада - Кабо Верде - Чад - Китай - Република Конго - Кот д'Ивоар - Куба - Чехия - Демократична република Конго - Дания - Джибути - Египет | - Екваториална Гвинея - Еритрея - Финландия - Франция - Габон - Гамбия - Германия - Гана - Гърция - Гвинея - Ватикан - Индия - Индонезия - Иран - Ирландия - Израел - Италия - Япония - Кения - Северна Корея - Южна Корея - Кувейт - Лесото | - Либерия - Либия - Мадагаскар - Малави - Мали - Мавритания - Мавриций - Мексико - Мароко - Мозамбик - Намибия - Нидерландия - Нигер - Нигерия - Норвегия - Палестинска автономия - Полша - Португалия - Румъния - Русия - Руанда - Западна Сахара - Саудитска Арабия | - Сенегал - Сърбия - Сиера Леоне - ЮАР - Малтийски орден - Испания - Судан - Есватини - Швеция - Швейцария - Танзания - Того - Тунис - Турция - Уганда - Украйна - Великобритания - САЩ - Венецуела - Йемен - Замбия - Зимбабве |

### Други мисии
- ЕС (делегация) [24]